# Águila de Saladino

Águila de Saladino sin lema ni bandera

El Águila de Saladino (en árabe: نسر صلاح الدين‎ Nasr Ṣalāḥ ad-Dīn) o Águila de la República (النسر الجمهورى an-nasr al-jumhūrá) es un águila heráldica usada como emblema en el nacionalismo árabe y en el escudo y banderas del mundo árabe. Actualmente forma parte del escudo de Egipto, Irak y Palestina.

## Origen del término
La asociación con Saladino se debe a la representación del águila en el lado oeste del muro de la ciudadela de El Cairo mandada construir por Saladino, aunque el águila en sí es de una fecha más tardía. "El águila de la ciudadela de El Cairo es de fecha incierta, probablemente bastante posterior al periodo de Saladino". El águila aparece sin cabeza y presumiblemente pudo ser una águila bicéfala. La ciudadela de El Cairo no está en su localización original, fue trasladada desde un lugar desconocido en un periodo inconcreto allá por el año 1670 a su lugar actual.
Nótese que la palabra نسر nisr, que significa "águila" o "buitre", es usada en el nacionalismo árabe; la palabra específica para referirse a "águila" , عقاب ʿuqāb  está reservada como en nombre del estandarte negro usado en el yihadismo.

## Historia

Escudo de la República de Egipto (1953-1958).

Escudo de la República Árabe Unida.

Mientras que los colores panárabes de la bandera de la Revuelta Árabe data de principios del siglo XX (la rebelión árabe de 1916), el águila como símbolo de la República de Egipto fue introducida en la Revolución egipcia de 1952. El emblema fue heredado para el escudo de la República Árabe Unida de 1958 y desde entonces el "águila árabe" fue empleada para representar por extensión al nacionalismo árabe en lugar de solo a Egipto.

Estandarte de Saladino

Tra la revolución del ramadán por el Partido Baaz Árabe Socialista en Irak, el águila árabe fue introducida en el nuevo escudo de Irak, basado directamente en el diseño usado por Gamal Abdel Nasser para la revolución egipcia.

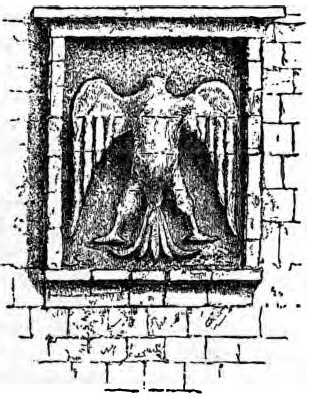
Bosquejo de la original "Águila de Saladino" de la ciudadela de El Cairo.

La Federación de Repúblicas Árabes creada por Muammar Gaddafi en 1972 primero adoptó el halcón de Quraish como su emblema, pero fue reemplazado por el águila árabe en 1984. De forma inversa, la República Árabe Libia de Gaddafi adoptó en 1969 el águila, para ser reemplazada en 1972 por el halcón de Quraish.
En la Revolución egipcia de 2011, el águila se asoció con el régimen de Hosni Mubarak. Mehrez (2012) como se pudo ver en un grafiti en la que el Águila de Saladino aparecía al revés, como una llamada por la caída del régimen.

Ganzeer, un artista gráfico egipcio ampliamente conocido por su revolucionario arte callejero, explica: "El actual águila de Saladiono situado en la banda blanca de la bandera no se introdujo hasta 1984. Lo que significa... que el águila actual de nuestra bandera pertenece al régimen de Mubarak". Esta conexión del 'Águila de Saladino' con el régimen de Mubarak proporciona la clave para entender este graffiti.